# Liste von Persönlichkeiten der Stadt Osterwieck
Die Liste von Persönlichkeiten der Stadt Osterwieck enthält Personen, die in der Geschichte der sachsen-anhaltischen Stadt Osterwieck im Landkreis Harz eine nachhaltige Rolle gespielt haben. Es handelt sich dabei um Persönlichkeiten, die Ehrenbürger der Stadt gewesen, in der Stadt Osterwieck und den heutigen Ortsteilen geboren oder gestorben sind oder hier gewirkt haben.
Für die Persönlichkeiten aus den in die Stadt Osterwieck eingemeindeten Ortschaften siehe auch die entsprechenden Ortsartikel.

## Ehrenbürger
- 1889: Hermann Bormann
- 1993: Theodor Gille
- 1993: Günter Pieper
- 1994: Günter Boog
- 1998: Willy Hahn
- 1998: Karl Hoffmeister
- 2000: Gerhard Reiche
- 2002: Detlef Schönfeld
- 2002: Inge Bothe
- 2003: Günter Seetge
- 2004: Günter Windel
- 2010: Wolfgang Göschl
- 2011: Jürgen Junker[1]

## Söhne und Töchter der Stadt
- Katharina Bernburg (um 1550–1597), Opfer der Hexenverfolgungen in Wernigerode, im Ortsteil Rohrsheim geboren
- Sophie Hedwig von Braunschweig-Wolfenbüttel (1561–1631), Prinzessin von Braunschweig-Wolfenbüttel und durch Heirat Herzogin von Pommern-Wolgast, geboren in Hessen
- Heinrich Julius von Braunschweig (1564–1613), postulierter Bischof von Halberstadt, Herzog zu Braunschweig und Lüneburg und Fürst von Braunschweig-Wolfenbüttel, von 1582 bis 1585 auch Administrator des Bistums Minden. Er regierte von 1589 bis zu seinem Tode im Jahre 1613, wurde geboren in Hessen
- Elisabeth von Braunschweig-Wolfenbüttel (1567–1618), Prinzessin von Braunschweig-Wolfenbüttel und durch Heirat zunächst Gräfin von Holstein-Schauenburg und danach Herzogin von Braunschweig-Harburg, geboren in Hessen
- Philipp Sigismund von Braunschweig (1568–1623), protestantischer Fürstbischof von Verden und Osnabrück, geboren in Hessen
- Johann Elemann Röver (1653–1699), evangelischer Geistlicher und Rektor des Domgymnasiums Magdeburg
- Johann Gottfried Lakemacher (1695–1736), klassischer Philologe, Orientalist und Gräzist
- Pascha Johann Friedrich Weitsch (1723–1803), Landschaftsmaler, geboren in Hessen
- Johann Georg Hermann Voigt (1769–1811), Organist und Komponist in Leipzig
- Karl Friedrich Arend Scheller (1773–1843), Schriftsteller und niederdeutscher Sprachreformer, geboren in Hessen
- Friedrich Heinrich Leonhard Albert (1819–1864/1865), Jurist, Mitglied der Frankfurter Nationalversammlung und Bürgermeister von Quedlinburg
- Albert Karl Ernst Bormann (1819–1882), Klassischer Philologe, Pädagoge und Rektor in Stralsund und Magdeburg
- Friedrich Wilhelm Andreas John (1835–1912), Reichstagsabgeordneter
- Hermann Lüders (1836–1908), Historien- und Genremaler, Illustrator und Schriftsteller
- Ernst von Gustedt (1845–1924), Generallandschaftsdirektor der preußischen Provinz Sachsen, geboren in Dardesheim
- August Knabe (1847–1940), evangelischer Kirchenmusiklehrer, Komponist und Chorleiter
- Heinrich Christoph Friedrich Bosse (1848–1909), Schriftsteller, geboren in Hessen
- Adolf Köcher (1848–1917), Historiker und Hochschullehrer, geboren in Dardesheim
- Erich von Gustedt (1849–1928), preußischer Generalmajor, geboren in Dardesheim
- Hans Georg Karl Julius Wittekind Hermann Wilhelm Freiherr von Hammerstein-Equord (1860–1898), Verwaltungsbeamter, Landrat des Landkreises Peine, geboren in Schauen
- Friedrich Heinrich Theodor Bohlmann (1865–1931), Pianist, Komponist und Musikpädagoge
- Karl Heinrich von Schwartz (1872–1947), Rittergutsbesitzer und Hofbeamter, geboren in Hessen
- Walther Grosse (1880–1943), Amtsgerichtsrat, Historiker und Vorsitzender des Harz-Vereins für Geschichte und Altertumskunde, geboren in Schauen
- Wilhelm Hochgreve (1885–1968), Autor und Rezitator. Der Schwerpunkt seines literarischen Schaffens ist die Jagdromantik und die Darstellung der Natur in seiner Harzer Heimat. Hochgreve wird auch als der „Hermann Löns des Harzes“ bezeichnet.
- Karl Hoppe (1892–1973), Germanist und Wilhelm-Raabe-Forscher
- Heinrich Hellige (1900–1950), Gewerkschafter, Widerstandskämpfer gegen den Nationalsozialismus und Bankdirektor
- Heinrich Albert Roth (1900–1973), Ökonom und Hochschullehrer
- Marlene Jantsch, geborene Ratzersdorfer, (1917–1994), österreichische Ärztin und Medizinhistorikerin mit slowakischer Staatsbürgerschaft (1938–1945), ab 1945 österreichischer Staatsbürgerschaft
- Gottfried Maron (1928–2010), evangelisch-lutherischer Theologe (Kirchenhistoriker) und Hochschullehrer
- Theo Gille (1918–2011), Heimatforscher
- Gerhard Reiche (1920–2014), Archivar und Genealoge
- Rudolf Schulze (1930–2015), evangelischer Theologe, Studentenpfarrer und Oberkirchenrat
- Wolfgang Rauls (1948–2023), Politiker (NDPD, FDP) und 2005–2012 Bürgermeister der Stadt Gommern, geboren in Rohrsheim
- Ulrich-Karl Engel (* 1950), Politiker und 1990–1998 Landtagsabgeordneter (Bündnis 90/Die Grünen)
- Winfried Freudenberg (1956–1989), letztes Maueropfer

## Persönlichkeiten, die mit der Stadt in Verbindung stehen
- Samuel Huber (1547–1624), Schweizer lutherischer Theologe, starb in Osterwieck bei seinem Schwiegersohn
- Gottlieb Bertrand (1775–1813), Schriftsteller, verbrachte seine letzten Lebensjahre in Osterwieck, wo er als Uhrmacher arbeitete.
- Jürgen (1929–2000) und Klaus von Woyski (1931–2017), Künstler, die nach 1945 in Osterwieck lebten